# Athinhkaya
Athinhkaya (birm. အသင်္ခယာ /ʔəθɪ̀ɴ kʰəjà/; panował od ok. 1261 do 1310) – współzałożyciel królestwa Myinsaing w dzisiejszej środkowej Mjanmie (Birmie).
Athinhkaya, były dowódca armii Imperium Paganu, był najstarszym spośród Trzech Szańskich Braci, którzy założyli królestwo Myinsaing wypełniające próżnię jaka powstała w środkowej Birmie po upadku królestwa Paganu w 1287 r. Trzej bracia rządzili jako współregenci, każdy ze swojej oddzielnej stolicy położonej w dystrykcie Kyaukse, w tym Athinhkaya z Myinsaing. Po tym gdy drugi spośród braci, Yazathingyan, zmarł z przyczyn naturalnych ok. roku 1303, Athinhkaya został w 1310 r. otruty przez najmłodszego brata, Thihathu, który dzięki temu przejął całość władzy dla siebie.

## Wczesne lata życia
Athinhkaya, syn szańskiego ojca i birmańskiej matki, urodził się na początku lat 60. XIII w. Miał dwóch młodszych braci i siostrę. Ich ojciec, Theinkha Bo, był młodszym bratem saopha z Binnaka, który w 1260 r. schronił się w Kyaukse jako uchodźca polityczny. Matka była córką birmańskiego finansisty z Myinsaing.
Gdy bracia osiągnęli wiek młodzieńczy, wszyscy trzej wstąpili na służbę u króla Narathihapate rządzącego w ostatnich latach podupadającego Paganu. Po kilku latach otrzymali oni niższe tytuły szlacheckie i zostali mianowani współdowódcami garnizonu w Myinsaing, ich mieście rodzinnym. Ich jedyna siostra została żoną syna króla, księcia Thihathu, późniejszego gubernatora Pyain.

## Myinsaing
Po upadku Imperium Paganu w 1287 r. bracia zyskiwali stopniowo władzę nad środkową Birmą w oparciu o swoje rodzinne Myinsaing położone w Kyaukse. 19 lutego 1293 r. (12. dzień Przybywania Księżyca miesiąca Tabaung 654 ME) zostali oni formalnie uznani przez króla za książąt Kyaukse. 17 grudnia 1297 r. sformalizowali oni swą władzę nad środkową Birmą zmuszając do abdykacji nominalnego króla Paganu Kyawswę, który został wasalem Mongołów, i rozpoczynając rządy jako współregenci ze swych pałaców zlokalizowanych odpowiednio w Myinsaing, Mekkara i Pinle. W 1301 r. dowodzone przez braci wojska z sukcesem odparły kolejną (i ostatnią) mongolską inwazję, której celem było odzyskanie tronu dla Kyawswy. Gdy w kwietniu 1303 r. Mongołowie opuścili także Tagaung, swoją bazę w Górnej Birmie, cała środkowa Birma znalazła się pod władzą Trzech Szańskich Braci. Niemniej jednak, Myinsaing, wraz z królestwami Hanthawaddy i Taungngu oraz różnymi drobnymi państwami Szanów, było zaledwie jednym z wielu miniaturowych królestw, jakie wyrosły na terytorium byłego Imperium Paganu.

## Zabójstwo
Athinhkaya, podobnie jak przed nim Kyawswa, musiał poradzić sobie z ambitnym Thihathu, który chciał być jedynym królem w stylu dawnych władców Paganu. Na przełomie lat 1302/1303 umarł Yazathingyan. 20 października 1309 r. Thihathu koronował się wyzywająco na króla, chociaż wciąż żył Athinhkaya. 13 kwietnia 1310 r. Athinhkaya zmarł otruty przez brata. W lutym 1313 r. za radą dworskich astrologów Thihathu przeniósł swoją stolicę do nowego miasta Pinya nad rzeką Irawadi stając się w ten sposób założycielem królestwa Pinya.